# Хеппнер, Бен
Бен Хеппнер (англ. Ben Heppner, родился 14 января 1956 года в Марривилле, Британская Колумбия) — современный канадский певец, драматический тенор, компаньон ордена Канады.

## Биография и творчество
Бен Хеппнер родился 14 января 1956 года в Марривилле (Британская Колумбия) в семье иммигрантов-меннонитов. Позже его семья переехала в Доусон-Крик. С 1975 года Хеппнер обучался в Университете Британской Колумбии и в 1979 году победил на конкурсе молодых талантов CBC с арией дона Оттавио из моцартовского «Дон Жуана». С 1981 по 1982 год он учился в оперной школе Торонтского университета. 1981 год стал годом его дебюта на оперной сцене в роли Родриго («Отелло» Верди, в Ванкуверской опере), а с 1982 по 1984 год пел в Канадской опере. С этого времени Хеппнер выступает с широким репертуаром оперных и других классических вокальных партий, в частности, специализируясь на музыке Вагнера. Если в начале карьеры его тенор был лирическим, то со временем он переключился на партии для драматического тенора. С 1998 года одной из основных ролей в его репертуаре является партия Тристана в «Тристане и Изольде»; критики называют его лучшим Тристаном в истории. Среди других центральных партий Хеппнера Отелло, Лоэнгрин («Лоэнгрин» Вагнера, в которой он, в частности, дебютировал в 1989 году на европейской сцене) и Эней («Троянцы» Берлиоза).
Хеппнер регулярно сотрудничает с ведущими американскими оперными труппами, в том числе, с Метрополитен-опера. С этим театром Хеппнер записал видеопостановки «Фиделио», «Тристана и Изольды» и «Нюрнбергских мейстерзингеров». С 2001 года у него заключен эксклюзивный контракт с фирмой звукозаписи Deutsche Grammophon, для которой он в том же году записал с Лондонским симфоническим оркестром сольный альбом Airs Français, удостоенный премии «Джуно».
Хеппнер выступал на церемониях закрытия двух зимних Олимпиад: 2006 года в Турине (исполняя канадский гимн) и 2010 года в Ванкувере (с Олимпийским гимном).

## Признание заслуг
Бен Хеппнер — почетный доктор нескольких университетов: своей альма-матер — Университета Британской Колумбии (1997), Университета Торонто и Университета Макгилла в Монреале (2002), Йоркского университета и Мемориального университета Ньюфаундленда (2003), колледжа Макмастер-Дивинити (2005) и Университета Куинс (2006).
В 1999 году Хеппнер стал членом Ордена Канады, в 2002 году произведен в офицеры, а в 2008 году — в компаньоны Ордена Канады, что является высшей степенью этой награды.
Хеппнер трижды, в 1996, 2000 и 2002 годах, завоевывал премию «Джуно» за лучший альбом классической музыки. Он также является лауреатом премии «Грэмми» (1997, Die Meistersinger von Nürnburg; 2001, Les Troyens), Международной премии «Эмми» за лучшую игровую программу и премии «Граммофон» в номинации «Запись года» (1999, Rusalka). В 2016 году удостоен Премии генерал-губернатора в области сценических искусств.